# 遭難による上陸
遭難による上陸（そうなんによるじょうりく）とは、遭難船舶などがある場合において、当該船舶などに乗っていた外国人の救護のため、そのほか緊急の必要があるときに許可される上陸をいう（出入国管理及び難民認定法18条）。
緊急上陸の場合と同様、遭難という緊急事態における人道上の配慮から査証なしに許可される上陸である。そのため、寄港地上陸、通過上陸および乗員上陸とは異なり、遭難にあった外国人について上陸拒否事由がある場合でも、緊急上陸の許可の対象となる。
また、遭難という災害の性質上、申請は当該遭難船舶もしくは航空機の長または運送業者のほか、救護事務を行う市町村長または当該外国人を救護した船舶もしくは航空機の長からも許可することができる。さらに、入国審査官が警察官または海上保安官から遭難船舶・航空機の乗員・乗客たる外国人の引き渡しを受けた場合には、遭難による上陸を許可するものとされている。
遭難による上陸は有効な査証を有していない外国人に対する一時的な上陸を認めたものであるため、上陸時間などに制限が加えられることが通例である。すなわち、上陸時間は30日を超えない範囲内で定められるほか、行動の範囲は救護を受ける場所の市町村の区域内に限定され、報酬を受ける活動を行うことは禁止される。